# Jusuf Chamis
Jusuf Chamis (hebr.: יוסוף ח'מיס, arab.: يوسف خميس, ang.: Yussuf Hamis, ur. 10 maja 1921 w Ar-Rajna, zm. 22 września 1986) – izraelski polityk pochodzenia arabskiego, w latach 1955–1965 poseł do Knesetu z listy Mapam.
W wyborach parlamentarnych w 1955 nie dostał się do izraelskiego parlamentu, jednak w skład trzeciego Knesetu wszedł już 21 września, po śmierci Jicchaka Jicchakiego. Zasiadał w Knesetach III, IV i V kadencji.